# Podlíšťany
Podlíšťany jsou malá vesnice, část města Nasavrky v okrese Chrudim. Nachází se asi 3 km na východ od Nasavrk. Podlíšťany jsou také název katastrálního území o rozloze 3,24 km². V katastrálním území Podlíšťany leží i Obořice a přírodní rezervace Hluboký rybník.